# Parênquima lacunoso

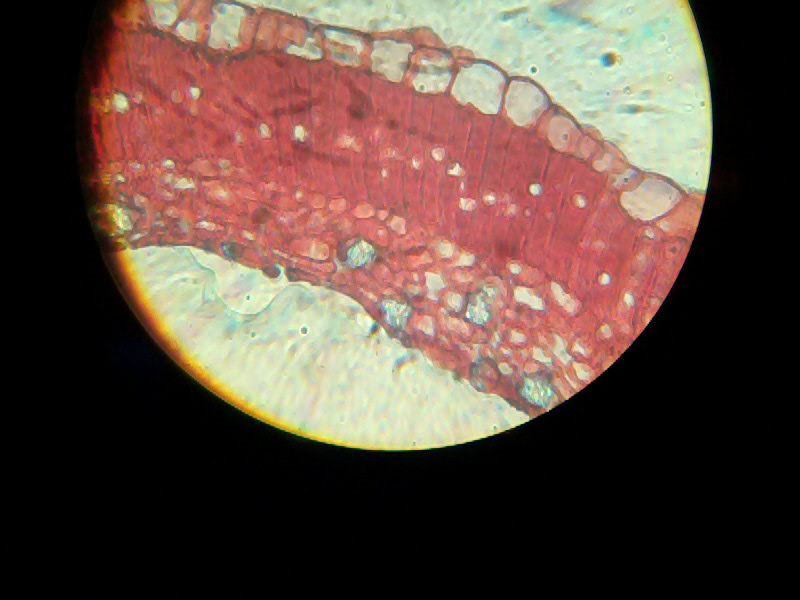
Folha observada ao microscópio óptico, observando-se o parênquima lacunoso abaixo

Parênquima lacunoso é um dos tecidos foliares de preenchimento, caracterizado por células isodiamétricas ou braciformes, com poucos cloroplastos, dispostas frouxamente. Nos espaços intercelulares há circulação de líquídos, minerais carregados pelo xilema, carboidratos produzidos pelo Parênquima paliçádico, e gases, tanto os produzidos pelos tecidos adjacentes como os gases absorvidos pelos estômatos.